# Bernt Balchen

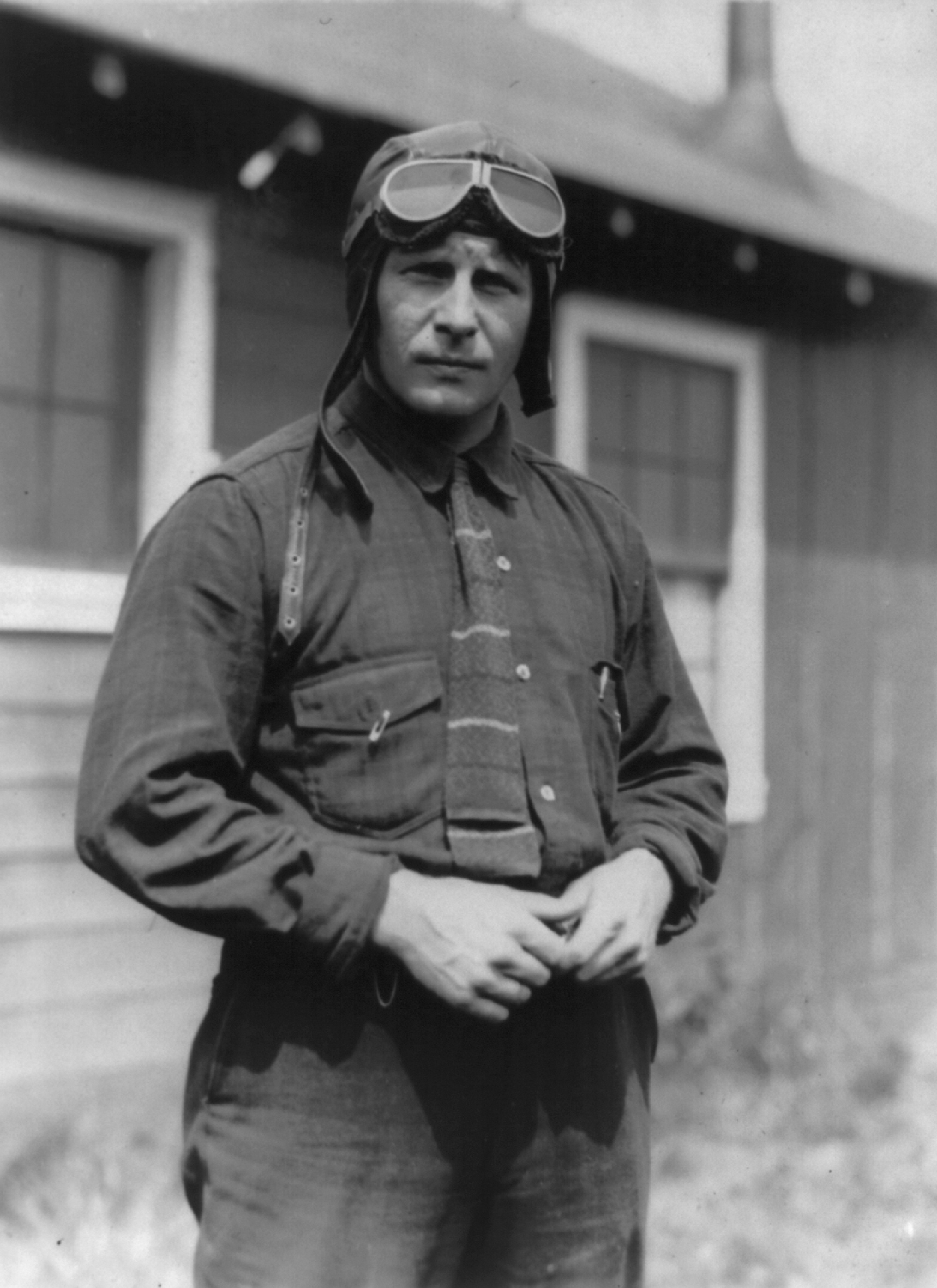
Bernt Balchen, 1929

Bernt Balchen (ur. 23 października 1899 w Tveit, zm. 17 października 1973 w Chappaqua) – norwesko-amerykański pilot, pionier lotnictwa polarnego, jako pierwszy odbył transatlantycki lot pocztowy ze Stanów Zjednoczonych do Francji (1927), jako pierwszy przeleciał nad biegunem południowym 29 listopada 1929 roku i dokonał pierwszego lotu transpolarnego z Alaski nad biegunem północnym do Norwegii (1949) – był pierwszym pilotem na świecie, który przeleciał nad obydwoma biegunami.

## Życiorys
Bernt Balchen urodził się 23 października 1899 roku w Tveit koło Kristiansand w Norwegii . Jego rodzicami byli lekarz Lauritz Balchen (1869–1912) i Dagny Dietrichson (1879–1954) .
W 1916 roku ukończył szkołę średnią w Kristiansand, a następnie uczęszczał do szkoły leśnej (1917–1918) . Już w latach chłopięcych był zapalonym sportowcem i myśliwym, a jego idolami byli polarnik Roald Amundsen (1872–1928) i pionier lotnictwa Leif Dietrichson (1890–1928), który był kuzynem Balchena . Amundsen był przyjacielem rodziny Balchenów i Bernt poznał odkrywcę w 1912 roku wkrótce po jego powrocie z Antarktydy .
W 1918 roku wstąpił do Legii Cudzoziemskiej, ale wkrótce wrócił, by służyć w armii norweskiej . Jako ochotnik walczył po stronie „Białych” w wojnie domowej w Finlandii i został ranny podczas ataku kawalerii  . Po powrocie do Norwegii zaczął trenować boks z zamiarem startu na igrzyskach olimpijskich w 1920 roku, lecz nie został powołany do reprezentacji .
W 1920 roku zdobył licencję pilota, a w 1921 roku ukończył szkołę lotnictwa marynarki wojennej . Równolegle pracował w leśnictwie i ukończył szkołę techniczną w Härnösand w Szwecji w 1923 roku . Służył w administracji lotnictwa marynarki wojennej w Horten i w 1924 roku został porucznikiem  .

### Współpraca z Amundsenem (1926)
W 1925 roku Balchen spotkał się ponownie z Amundsenem, który zrekrutował go na wyprawę w 1926 roku . Amundsen planował wspólnie z pilotem Umberto Nobile i Lincolnem Ellsworthem dokonać pionierskiego przelotu nad biegunem północnym na włoskim sterowcu, oznaczonym symbolem N-1, a przez Amundsena nazwanym „Norge” . W tym samym czasie podobne plany miał amerykański pilot Richard Byrd (1888–1957), który wraz z Floydem Bennettem (1890–1928) planował przelot nad biegunem północnym samolotem Fokker F.VII/3m o nazwie „Josephine Ford” . Balchen zaprzyjaźnił się z Bennettem i udzielał mu porad w sprawie przygotowania samolotu do lotu w warunkach polarnych . Amundsen czekał z wylotem, aż „Norge” będzie w pełni sprawny . Byrd i Bennett dokonali przelotu jako pierwsi, jednak Balchen nie wierzył, by udało im się przelecieć nad biegunem, ponieważ wrócili dość szybko do bazy . Wyprawa Amundsena wyruszyła wkrótce po powrocie Byrda i Bennetta – sterowiec nie mógł jednak zabrać wszystkich 19 członków ekspedycji więc trzech – w tym Balchen – musiało zostać na lądzie .

### Wyjazd do Stanów Zjednoczonych
Jeszcze na Spitsbergenie Byrd zaproponował Balchenowi pracę przy swoich kolejnych projektach i Balchen wyjechał z nim oraz z Bennettem do Stanów Zjednoczonych . Tam wraz z Bennettem przeleciał samolotem „Josephine Ford” trasę od wybrzeża do wybrzeża – 14 tys. km . W 1926 roku latał na nocnej trasie pocztowej między Nowym Jorkiem i Cleveland .
Zimą 1927 roku wykonał misję dla rządu kanadyjskiego – w trudnych warunkach pogodowych, w czasie burzy i zimna dochodzącego do -54 °C przetransportował drogą lotniczą siedem ton dynamitu i sprzętu do Fortu Churchill w północnej Kanadzie . Po powrocie do USA pracował jako główny pilot oblatywacz dla producentów samolotów Fokker i Wright Aeronautical . Fokker wysłał go do pracy dla Western Canada Airways w Hudson, aby uczył kanadyjskich pilotów obsługi samolotów wyposażonych w pływaki .

### Współpraca z Byrdem
Latem 1927 roku został zatrudniony przez Byrda, by uczestniczyć w planowanym przelocie transatlantyckim . Przelot samolotem Atlantic-Fokker C-2 odbył się w czerwcu 1927 roku – był to pierwszy transatlantycki lot pocztowy . Z powodu złych warunków atmosferycznych lądowanie miało miejsce w Ver-sur-Mer w Normandii .
Balchen był pierwszym pilotem Byrda podczas lotu 29 listopada 1929 roku nad biegunem południowym, który był pierwszym przelotem nad owym biegunem w historii .

### Lotnictwo cywilne

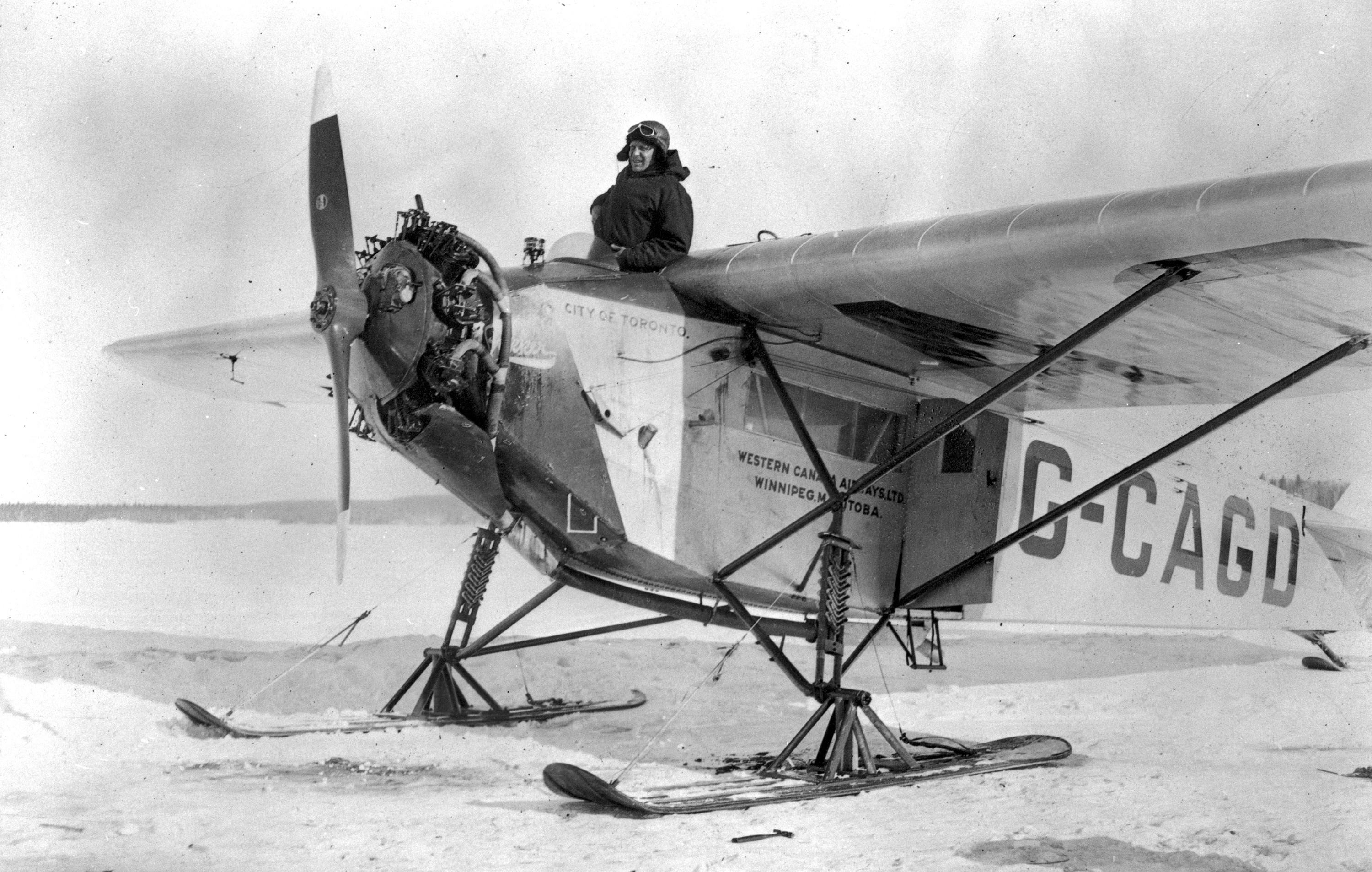
Bernt Balchen, Western Canada Airways Base, Fort McMurray, Alberta, 1930

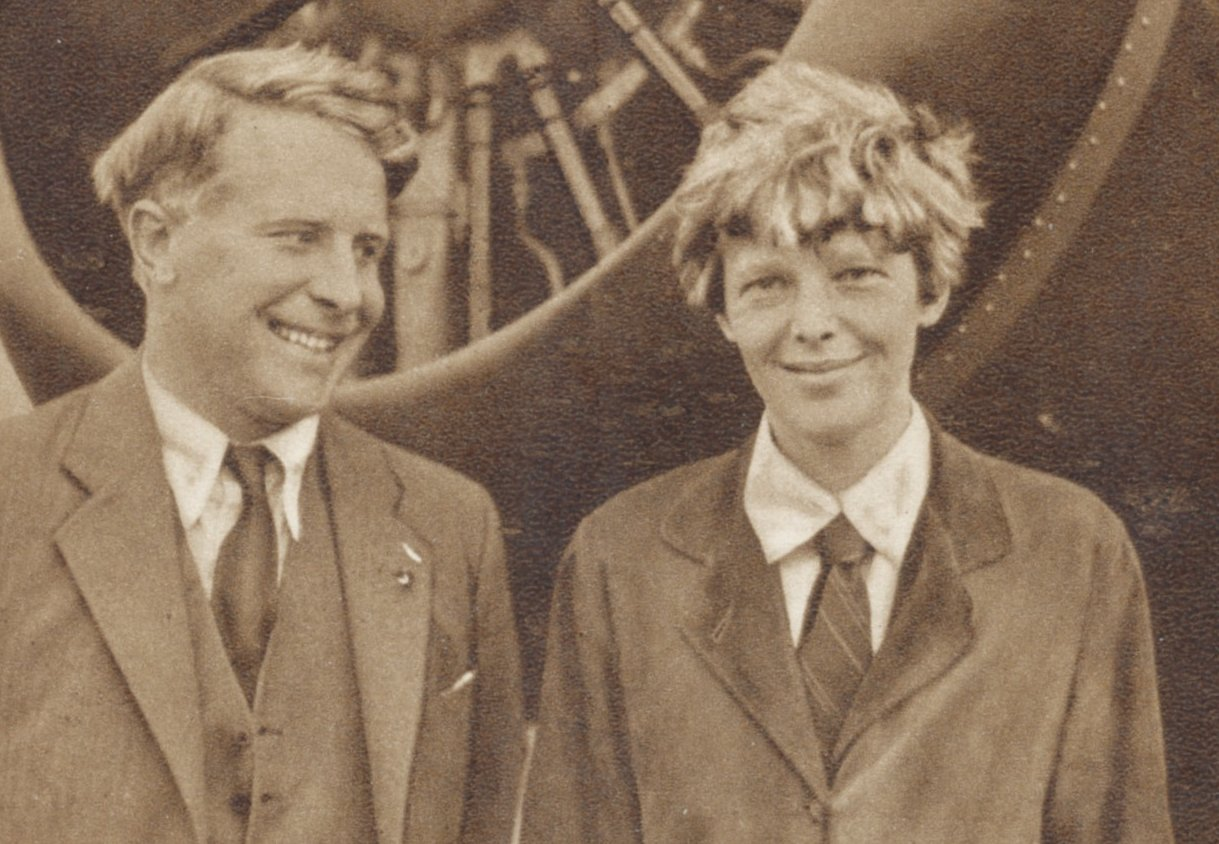
Bernt Balchen i Amelia Earhart, 1932

W 1931 roku Balchen przyjął obywatelstwo amerykańskie  . W tym samym roku przebudował samolot Amelii Earhart (1897–1937), którym przeleciała samotnie nad Oceanem Atlantyckim w 1932 roku .
Następnie przez kilka lat pracował jako pilot dla Trans World Airlines i Pan American World Airways, a także jako pilot oblatywacz dla wytwórni samolotów Fokker, Northrop i Douglas .
W latach 1933–1935 był pilotem wyprawy Lincolna Ellswortha (1880–1951) na Antarktydę  i po raz drugi przeleciał nad biegunem południowym .
W połowie lat 30. XX w. powrócił do Norwegii, aby współpracować z Norweską Kompanią Lotniczą (nor. Det Norske Luftfartsselskap, DNL) kierowaną przez Hjalmara Riisera-Larsena (1890–1965) . Balchen rozpoczął obsługę krajowych tras lotniczych w Norwegii, został mianowany zastępcą Riisera-Larsena i naczelnym inspektorem . Pomagał m.in. w negocjowaniu umów z przewoźnikami amerykańskimi . 30 listopada 1939 roku przebywał w Helsinkach negocjując kontrakt dla Finlandii na kupno amerykańskich myśliwców, kiedy Sowieci zaatakowali Finlandię . Wiosną przebywał w Nowym Jorku, by w imieniu DNL zawrzeć umowę z Pan American World Airways na loty transatlantyckie na trasie z Nowego Jorku do Bergen, kiedy Niemcy zaatakowały Norwegię i umowa nie doszła do skutku .

### II wojna światowa
W 1940 roku Balchen pracował dla Dowództwa Promów Królewskich Sił Powietrznych (ang. Royal Air Force Ferry Command), które zajmowało się przewozem morskim samolotów od producentów na front . W tym samym roku założył w Toronto Little Norway – bazę szkoleniową dla norweskich pilotów na uchodźstwie .
Kiedy Stany Zjednoczone przystąpiły do wojny w grudniu 1941 roku wstąpił do United States Army Air Forces, gdzie awansował do stopnia pułkownika . Został mianowany dowódcą ósmej grupy zadaniowej, a jego zadaniem było zbudowanie najbardziej wysuniętej na północ bazy lotniczej na świecie – na zachodnim wybrzeżu Grenlandii na północ od koła podbiegunowego . Na lotnisku tym miały lądować samoloty w drodze z Ameryki do Europy , m.in. by przyspieszyć pomoc dla oblężonej Wielkiej Brytanii . Baza „Blue West-8” w Søndre Strømfjord została ukończona w 1943 roku . Balchen przeprowadził wówczas również wiele akcji ratunkowych , ratując pilotów jednostek zestrzelonych nad Grenlandią . W uznaniu zasług otrzymał Zaszczytny Krzyż Lotniczy i Medal Żołnierza .
W 1944 roku objął dowodzenie „Operacją Balder” – lotami transportowymi i kurierskimi między Wielką Brytanią a neutralną Szwecją . Założył bazę w Sztokholmie i rozbudował flotę operacji z 5 do 22 samolotów, które przetransportowały ponad 2000 Norwegów do Wielkiej Brytanii i repatriowały ponad 1200 internowanych lotników amerykańskich . Dzięki operacji przerzucono ponad 200 ton sprzętu dla sił oporu w Norwegii i Danii .
Balchen przeprowadził wiele niebezpiecznych misji lotniczych . Dowodził samolotami, które zrzucały agentów wywiadu nad Norwegią . Przetransportował do Wielkiej Brytanii nienaruszony niemiecki pocisk rakietowy V2, który spadł na terenie Szwecji – był to pierwszy zachowany w całości pocisk V2, który wpadł w ręce Brytyjczyków . W 1944 roku przeprowadzał pierwsze zrzuty zaopatrzenia dla norweskiego ruchu oporu podczas jasnych letnich nocy, przy czym loty na północ Norwegii były najdłuższymi tego typu lotami (16 godz.) wykonywanymi na terenie Europy . Pod koniec 1944 roku Balchen poprowadził dziesięć w pełni oznakowanych amerykańskich samolotów transportowych C-47 do Szwecji, które były wykorzystane do przerzucenia ponad 1500 żołnierzy norweskiej lekkiej piechoty do walki w północnej Norwegii i dostarczenia zapasów norweskim żołnierzom i cywilom na terenach zniszczonych przez wojnę . W uznaniu zasług Balchen otrzymał Legię Zasługi i odznaczenia od królów Norwegii, Szwecji i Danii .

### Lata powojenne
Po wojnie Balchen powrócił do Norwegii i w latach 1946–1948 był dyrektorem generalnym DNL . Następnie wyjechał ponownie do Stanów Zjednoczonych . Jako pułkownik Sił Powietrznych USA objął dowództwo 10 dywizjonu ratunkowego w Fort Richardson na Alasce . 23 maja 1949 roku dokonał pierwszego lotu transpolarnego z Alaski nad biegunem północnym do Norwegii, stając się tym samym pierwszym pilotem na świecie, który przeleciał nad obydwoma biegunami . W 1951 roku doradzał przy budowie bazy dowodzenia strategicznego United States Air Force w Thule na Grenlandii .
Od późnych lat 40. XX w. Balchen rozważał upublicznienie swoich wątpliwości na temat pierwszego przelotu Byrda nad biegunem północnym w 1926 roku . Byrd i jego wpływowa rodzina uniemożliwiła publikację tych wątpliwości w autobiografii Balchena, która ukazała się drukiem w 1958 roku . Byrd prawdopodobnie stał również za nagłym zahamowaniem kariery Balchena, który pracował w latach 1951–1955 na stanowisku do spraw arktycznych w Waszyngtonie i nie został awansowany ani razu, aż do przejścia na emeryturę w 1956 roku . Awans Balchena na generała miał być blokowany przez brata Byrda, polityka Harry'ego, siedem razy, czego jednak nie potwierdzał senator Barry Goldwater (1909–1998), który zabiegał o nominację dla Balchena.
Po przejściu na emeryturę Balchen wrócił do lotnictwa cywilnego i w 1959 roku został wiceprezesem linii lotniczych Resort Airlines . Angażował się na rzecz poprawy bezpieczeństwa lotów zimowych .
Balchen był trzykrotnie żonaty: w 1930 roku poślubił Emmy Sørlie, w 1948 roku Ingerem („Bess”) Engelbrethsen, córkę malarza Ingvalda Augusta Engelbrechtsena, i w 1962 roku Audrey Schipper, córkę konsultanta R. M. Schippera .
Balchen zmarł 17 października 1973 roku w Chappaqua i został pochowany na Cmentarzu Narodowym w Arlington .

## Publikacje
Lista podana za I Norsk biografisk leksikon :
- War below Zero, New York, 1945
- Mat i flygende fart. Bernt Balchens oppskriftsbok, 1951
- Come North With Me. An Autobiography, New York, 1958
- The New York to Paris Air Derby, 1927 [w:] J. F. Sunderman (red.) Early Air Pioneers 1862–1935, New York 1961

## Prace plastyczne
Balchen przez całe życie szkicował i malował akwarele . W 1953 roku wystawił swoje prace w galerii w Nowym Jorku, później miał jeszcze dwie kolejne wystawy . W swoich pracach przedstawiał przede wszystkim krajobrazy arktyczne .

## Odznaczenia i wyróżnienia
Balchen otrzymał tytuł doktora honoris causa Tufts University oraz University of Alaska . Był honorowym członkiem Norweskiego Towarzystwa Geograficznego, Norweskiego Aeroklubu, Norweskiego Klubu Polarnego, Klubu Odkrywców i Stowarzyszenia Oficerów Obrony Powietrznej .
W 1953 roku otrzymał Harmon Trophy  .
W uznaniu zasług przyznano mu m.in. następujące odznaczenia:
- Medal Sił Lądowych za Wybitną Służbę[1]
- Legia Zasługi[1]
- Zaszczytny Krzyż Lotniczy[1]
- Medal Żołnierza[5]
- Medal Lotniczy[5]
- Order Świętego Olafa[1]

## Upamiętnienie
Po śmierci w 1973 roku Balchen został przyjęty do amerykańskiego Narodowego Panteonu Sławy Lotnictwa (ang. National Aviation Hall of Fame) . W 1974 roku, jako jedyny nie-Kanadyjczyk, został również przyjęty do Kanadyjskiego Panteonu Sławy Lotnictwa (ang. Canada's Aviation Hall of Fame) .
Na cześć Balchena nazwano szczyt górski w paśmie Alaska na Alasce – Mount Balchen (3395 m n.p.m.)  oraz szczyt na Antarktydzie Mount Balchen (3085 m n.p.m.).